# Андрей (Маклаков)
Архиепископ Андре́й (в миру Михаи́л Маклаков, при рождении Майкл Маклаклин, англ. Michael McGloughlin; 18 июля 1953, Форт-Уэйн, штат Индиана, США) — архиерей Российской православной автономной церкви; архиепископ Павловский и Рокландский, управляющий зарубежными приходами РПАЦ.

## Биография
Родился в 1953 году в католической семье, в которой был старшим ребёнком. Предки по линии матери восходят к знаменитому проповеднику конца XVIII — первой половины XIX веков Джону «Яблочному Зёрнышку» Чапмэну, предки по линии отца — к ирландскому роду МакЛаклинов.
В возрасте шести лет, «окружённый религиозным рвением в духе старого католицизма», мечтал стать монахом. Учился в средней школе города Форт-Уэйн до 8 класса. В 1967 году по рекомендации священника в города Форт-Уэйн был отправлен для завершения среднего образования в штат Массачусетс, в семинарию при кармелитском монастыре недалеко от города Бостон. В 1968 году вернулся в Форт-Уэйн, глубоко неудовлетворённый духовными исканиями и открытиями в католической церкви. Окончил среднюю школу в родном городе.
В 1970-х годов работал в сфере обслуживания, занимается богословским самообразованием. В 1971 году обращается к украинской униатской церкви в городе Форт-Уэйн, приход которой состоял из этнических украинцев и старо-католиков. Изучает украинский язык, знакомится с основами церковно-славянского языка и греко‐католического учения. В 1972 году по приглашению священника из Чикаго отправляется туда, работает в редакции церковного издания «Новая Зоря», читает много богословской литературы.
В 1973 году по рекомендации священника Ярослава Свищука и при спонсорстве епископа Ярослава Габро отправляется на учёбу в Украинский Колледж святого Иосафата Концевича и Папского Университета Урбанианум в Рим, Италия. Обнаруживает «полный развал христианского мировоззрения в среде римо-католиков», обращается к трудам православных святых отцов.
В 1974 году возвращается из Рима в Америку с одной целью — найти православную церковь. В родном городе Форт-Уэйн знакомится с клириком РПЦЗ священником Георгием Неделковым. Переезжает в штат Мичиган, прислуживает, читает и поёт в православном храме РПЦЗ под руководством священника Афанасия Лещова. Изучает русский язык, глубже осваивает церковно-славянский язык.
В 1975 году составляет для себя список православных монастырей, чтобы побывать во всех и отправляется в паломничество по ним. Первым по списку оказывается Свято-Троицкий монастырь в Джорданвилле, штат Нью-Йорк. В том же году по благословению архиепископа Аверкия (Таушева) принимает крещение в Свято-Троицком монастыре с именем Михаил. В том же году, после поездки в Германию и неудачной попытки сотрудничества с архимандритом Марком (Арндтом), возвращается домой, в Форт-Уэйн.
В 1976 году знакомится с архиепископом Серафимом (Ивановым), главой Чикагской епархии РПЦЗ, который проявляет большое участие в его жизни. Приезжает в Ново-Дивеево, оставлен архиепископом Андреем (Рымаренко) в качестве келейника, получает от него духовное наставничество и богословское образование. Знакомство с Первоиерархом РПЦЗ митрополитом Филаретом (Вознесенским), который лично экзаменует его по программе Джорданвилльской семинарии, найдя, что Михаил вполне подготовлен.
В 1979—1982 годы служил в военно-воздушных силах США.
В 1980 году женится на православной американке Сюзанне Дикинсон. В 1981 году принимает решение об официальной перемене фамилии на звучащую более по-русски: Маклаков.
2/15 августа 1982 году епископом Григорием (Граббе) рукоположён в сан диакона. 15/28 августа 1982 года в Ново-Дивееве митрополитом Филаретом (Вознесенским) рукоположён в сан священника, после чего служил клириком прихода города Глен-Кова, штат Нью-Йорк, совмещая данное служение с должностью эконома Восточно-Американской и Нью-Йоркской епархии РПЦЗ и преподаванием Закона Божия в старших классах Свято-Сергиевской православной гимназии при Архиерейском синоде РПЦЗ. В будние дни служит в Синоде РПЦЗ.
В 1984 году по настоянию епископа Григория (Граббе) получает назначение на приход Святого Николая в Риме, находившийся в непосредственном подчинении Синоду РПЦЗ, где прослужил полтора года. Среди прихожан стал известен как «неопытный человек, мало понимавший русских людей, но волевой и с причудами (ходил с посохом по Риму), вышел на конфликт с прихожанами, среди которых были уже не молодые люди, носившие заботы о приходе в течение многих десятилетий». С самого начала занял жёсткую антиэкуменическую позицию, он не позволял прихожанам посещать католические храмы, где находились святые иконы и мощи почитаемых православной церковью святых (а это подавляющее большинство римских базилик). Из-за этого, и других внутренних причин, войдя в сложные отношения с общиной, он был вынужден покинуть Рим. В итоге храм был потерян для РПЦЗ; община перешла в Западноевропейский экзархат русских приходов.
В 1985 году переезжает в Германию, а затем по назначению в Копенгаген, в церковь святого Александра Невского, под омофором епископа Марка (Арндта).
Осенью 1985 года скончался митрополит Филарет (Вознесенский), в начале 1986 года архиепископ Виталий (Устинов) был избран Первоиерархом РПЦЗ, а епископ Григорий (Граббе) был отстранён от всех руководящих должностей в Синоде. Протоиерей Михаил просит перевода в США. В 1986 году резко выступил против Рождественского послания архиепископа Виталия (Устинова), которое по мнению Михаила Маклакова «фактически отменяло анафему РПЦЗ экуменизму». Впоследствии заявил, происходящее на Архиерейских соборах осенью 1985-го и зимой 1986-го годов «можно назвать торжеством измены и продажности высшего руководства РПЦЗ». В 1987 году под влиянием архимандрита Пантелеимона (Митропулоса) «в поисках канонической церкви» переходит к греческим старостильникам.
В 1986 году в его семье родилась первая дочь. В 1987 годы в результате автодорожной аварии становится физически инвалидом.
В 1987—1999 годы служит вторым священником в греческом приходе в Астории, Квинс, штат Нью-Йорк, где он служил вместе с Антонем Гаваласом.
В отличие от большинства приходов, ушедших вслед за Пантелеимоном (Митрополосом), приход в Астории остался под омофором архиепископа Акакия, у которого не было своего Синода. В 1990 году Акакий оставил приход без епископского попечения. Тогда они обратились в Матфеевский cинод, но их попросили подождать, пока разрешатся внутренние вопросы. Наконец, в 1997 году они были приняты в Матфеевский синод.
В 1988 году рождается вторая дочь. В 1990-х его семья распадается, брак прекращает существование.
В 1999—2003 годы жил в городе Форт-Уэйн, работал в местной организации Красного Креста. Совершил паломничество на Святую Землю.
В 2003 году знакомится с иерархом РПАЦ епископом Денверским и Колорадским Григорием (Абу-Ассалем). 2 декабря в Успенском скиту в Буэна-Висте, штат Колорадо присоединился к РПАЦ, сослужив Григорию (Абу-Ассалю). Проводит послушанием 6 месяцев в монастыре под Денвером, штат Колорадо.
2/15 февраля 2004 году принимает постриг и получает монашеское имя Андрей в честь апостола Андрея Первозванного, а также в честь своего духовного наставника архиепископа Андрея (Рымаренко).
В 2004 году знакомится с Предстоятелем РПАЦ Валентином (Русанцовым), служит переводчиком при нём в его поездках и госпитализациях. Провёл два месяца рядом с Валентином (Русанцовым).
Был заместителем протоиерея Владимира Шишкова, зятя почившего епископа Григория (Граббе), как епархиального администратора РПАЦ в США.
Игумен Андрей (Маклаков) был предложен в качестве кандидата во епископы американским духовенством РПАЦ в 2004 году. 26 декабря 2004 года Архиерейский Синод РПАЦ постановил считать игумена Андрея кандидатом во епископа и разослать Преосвященным рекомендации и биографию для отзывов.
Остался верен Валентину (Русанцову), когда большая часть зарубежных приходов РПАЦ во главе с Григорием (Абу-Ассалем) отделилась от Валентина (Русанцова). После этого служил в домовой церкви дочери и зятя епископа Григория (Граббе).
В декабре 2005 году Валентин (Русанцов), находившийся в США, возвёл Андрея (Маклакова) в сан архимандрита, что было утверждено Архиерейским синодом РПАЦ на заседании 13/26 мая 2006 года.
26 мая 2006 года решением Архиерейского Синода Российской православной автономной церкви был избран епископом Павловским, викарием Суздальской епархии РПАЦ; титул «Павловский» был дан в честь села Павловское под Суздалем, где РПАЦ принадлежал старинный храм святого Иоанна Предтечи. Ранее предполагалось рукоположить его на Ярославскую кафедру.
25 июня 2006 года рукоаложен в сан епископа Павловского, викария митрополита Валентина (Русанцова), администратора приходов РПАЦ в Америке. Хиротонию совершили: митрополит Суздальский и Владимирский Валентин (Руманков), архиепископ Борисовский и Отрадненский Феодор (Гинеевский) и епископ Тульский и Брянский Иринарх (Нончин).
Будучи епископом РПАЦ, многократно посещал Россию, участвует в церковной, миссионерской работе РПАЦ.
18 июля 2013 года в Суздале был возведён в сан архиепископа с наречением его архиепископом Павловским и Рокландским; титул «Рокландский» имел его наставник, архиепископ Андрей (Рымаренко)
16 сентября 2014 года в московском аэропорту «Внуково» был задержан при прохождении пограничного контроля «в связи с наличием ограничения его права на въезд», и в течение суток депортирован в США.
25 декабря 2015 года ряд материалов архиепископа Андрея (Маклакова) был внесён в Федеральный список экстремистских материалов РФ, часть из которых была опубликована на сайте Портале-Credo.ru, после чего все запрещённые публикации удалены с сайта.